# Elymus brevipes
Elymus brevipes là một loài thực vật có hoa trong họ Hòa thảo. Loài này được (Keng & S.L.Chen) Á.Löve mô tả khoa học đầu tiên năm 1984.